# Parallelia joviana
Parallelia joviana är en fjärilsart som beskrevs av Achille Guenée. Parallelia joviana ingår i släktet Parallelia och familjen nattflyn. Inga underarter finns listade i Catalogue of Life.

## Bildgalleri

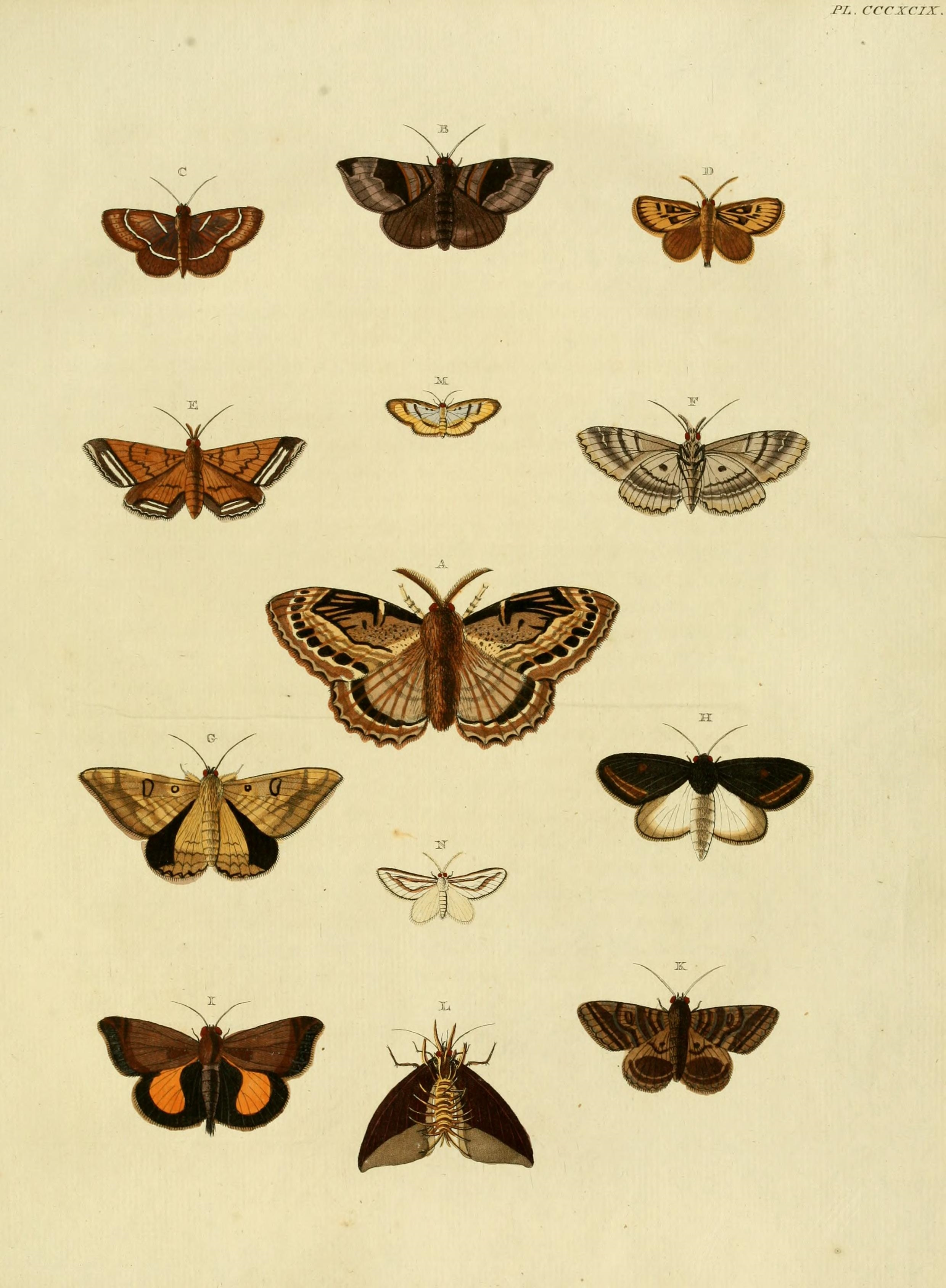